# Peter Owen (Verleger)
Peter Owen (geboren als Peter Offenstadt 24. Februar 1927 in Nürnberg; gestorben 31. Mai 2016 in London) war ein britischer Verleger.

## Leben
Peter Offenstadt war ein Sohn des Kaufmanns Artur Offenstadt (1901–1976) und der in London geborenen Winifred Friedmann (1903–). Offenstadt wurde mit fünf Jahren zu seinen Großeltern nach England geschickt. Nach der Machtübergabe an die Nationalsozialisten 1933 siedelten seine Eltern nach England um und nahmen den Familiennamen Owen an. Die deutsche Verwandtschaft wurde später Opfer des Holocaust. 
Owen besuchte in London die Schule, war in verschiedenen Unternehmen tätig und absolvierte einen kurzen Wehrdienst. 1948 gründete er mit Neville Armstrong den Verlag „Peter Neville“, aus dem er 1955 ausschied. 1951 gründete er den Verlag Peter Owen Publishers, 1953 heiratete er die Schriftstellerin Wendy Demoulins, sie haben zwei Kinder. Für eine Zeit arbeitete Elizabeth Berridge als Lektorin in seinem noch kleinen Verlag und danach noch Muriel Spark. In den 1960er Jahren erwarb er die Rechte an der englischen Übersetzung von Hermann Hesses Siddharta, von diesem „steady seller“ verkaufte er über 400.000 Exemplare. Er publizierte auch Übersetzungen von Shusaku Endo, Jean Cocteau, Yukio Mishima und Tarjei Vesaas. Zu seinen Autoren gehörten unter anderen Yoko Ono, Anaïs Nin, Anna Kavan, Paul Bowles, William Donaldson sowie zehn Literaturnobelpreisträger. 
Owen erhielt 2014 die Auszeichnung eines Officer of the Order of the British Empire (OBE).

## Schriften (Auswahl)
- Peter Owen, Wendy Owen: Springtime two : an anthology of current trends in literature. London : P. Owen, 1958
- Twenty years of independent publishing, 1951–1971 : a commemorative volume for presentation to friends of Peter Owen. London : Peter Owen, 1971
- (Hrsg.): Publishing, the future. London : P. Owen, 1988
- (Hrsg.): Publishing now. London : P. Owen, 1993
- The pocket guide to fishing knots. 1998
- Peter Owen: Not a Nice Jewish Boy: Memoirs of a maverick publisher. Fonthill, 2021